# Steve Thomson
Steve Thomson est un homme politique canadien, il est élu à l'Assemblée législative de la Colombie-Britannique lors de l'élection générale britanno-colombienne de 2009 sous la barrière du Parti libéral provinciale qui représente la circonscription électorale de Kelowna-Mission.